# Jamie Hampton
Jamie Hampton (Frankfurt, 8 januari 1990) is een voormalig tennisspeelster uit de Verenigde Staten, die geboren werd in Duitsland. Zij begon met tennis toen zij acht jaar oud was. Zij speelt rechtshandig en heeft een tweehandige backhand. Zij was actief in het proftennis van 2009 tot 2014.

## Loopbaan

### Enkelspel
Hampton debuteerde in 2004 op het ITF-toernooi van Pelham (VS). Zij stond in 2006 voor het eerst in een finale, op het ITF-toernooi van Fort Worth (VS) – zij verloor van landgenote Alexa Glatch. In 2009 veroverde Hampton haar eerste titel, op het ITF-toernooi van Cleveland (VS), door landgenote Kyle McPhillips te verslaan. In totaal won zij vijf ITF-titels, de laatste in 2010 in Redding (VS).
In 2010 kwalificeerde Hampton zich voor het eerst voor een WTA-hoofdtoernooi, op het toernooi van San Diego. Zij bereikte eenmaal een WTA-finale, op het toernooi van Eastbourne in 2013 waarvoor zij zich eerst had moeten kwalificeren – in het hoofdtoernooi smaakte zij de twee mooiste overwinningen van haar carrière: in de eerste ronde versloeg zij de Poolse Agnieszka Radwańska (WTA-4), waarna zij in de halve finale ook nog afrekende met Caroline Wozniacki (WTA-9); in de finale verloor Hampton van Russin Jelena Vesnina.
Haar beste resultaat op de grandslamtoernooien is het bereiken van de vierde ronde, op Roland Garros 2013. Haar hoogste notering op de WTA-ranglijst is de 24e plaats, die zij bereikte in juli 2013 nadat zij in Stanford nog een plek in de halve finales had gescoord.

### Dubbelspel
Hampton was in het dubbelspel minder actief dan in het enkelspel. Zij debuteerde in 2006 op het ITF-toernooi van Clearwater (VS), samen met landgenote Nelly Radeva. Zij stond in 2009 voor het eerst in een finale, op het ITF-toernooi van Ciudad Obregón (Mexico), samen met landgenote Whitney Jones – zij verloren van het duo Natalia Guitler en Andrea Koch Benvenuto. Drie weken later veroverde Hampton haar eerste titel, op het ITF-toernooi van Cleveland (VS), samen met landgenote Grace Min, door het Amerikaanse duo Tarakaa Bertrand en Elizabeth Lumpkin te verslaan. In totaal won zij vijf ITF-titels, de laatste in 2011 in Phoenix (VS) met de Kroatische Ajla Tomljanović aan haar zijde.
In 2010 speelde Hampton voor het eerst op een WTA-hoofdtoernooi, op het toernooi van Cincinnati, samen met landgenote Melanie Oudin. Zij bereikte eenmaal een WTA-finale, op het toernooi van Québec in 2011, samen met de Georgische Anna Tatishvili – zij verloren van het Amerikaanse koppel Raquel Kops-Jones en Abigail Spears.
Haar beste resultaat op de grandslamtoernooien is het bereiken van de tweede ronde, op het US Open 2010, met Melanie Oudin aan haar zijde. Haar hoogste notering op de WTA-ranglijst is de 74e plaats, die zij bereikte in mei 2012.

### Tennis in teamverband
In 2013 maakte Hampton deel uit van het Amerikaanse Fed Cup-team tijdens de eerste ronde van Wereldgroep I tegen de Italiaanse dames – zij verloor haar beide (enkelspel)partijen, van Sara Errani en van Roberta Vinci.

## Posities op deWTA-ranglijst
Positie per einde seizoen:
| jaartal | ranking enkelspel | ranking dubbelspel |
| ------- | ----------------- | ------------------ |
| 2006    | 757               | –                  |
| 2007    | 591               | 741                |
| 2008    | 628               | 611                |
| 2010    | 136               | 245                |
| 2011    | 137               | 113                |
| 2012    | 71                | 104                |
| 2013    | 28                | –                  |
| 2014    | 339               | –                  |

## Palmares
| Legenda                 |
| ----------------------- |
| Grandslamtoernooi       |
| Olympische Spelen       |
| Year-End Championships  |
| Premier Mandatory       |
| Premier Five / WTA 1000 |
| Premier / WTA 500       |
| International / WTA 250 |
| Challenger / WTA 125    |

### WTA-finaleplaatsen enkelspel
| nr.              | finaledatum | toernooi       | ondergrond | tegenstandster | score    |         |
| ---------------- | ----------- | -------------- | ---------- | -------------- | -------- | ------- |
| gewonnen finales |             |                |            |                |          |         |
| geen             |             |                |            |                |          |         |
| verloren finales |             |                |            |                |          |         |
| 1.               | 2013-06-22  | WTA Eastbourne | gras       | Jelena Vesnina | 2-6, 1-6 | details |

### WTA-finaleplaatsen vrouwendubbelspel
| nr.              | finaledatum | toernooi   | ondergrond | partner         | tegenstandsters                  | score            |         |
| ---------------- | ----------- | ---------- | ---------- | --------------- | -------------------------------- | ---------------- | ------- |
| gewonnen finales |             |            |            |                 |                                  |                  |         |
| geen             |             |            |            |                 |                                  |                  |         |
| verloren finales |             |            |            |                 |                                  |                  |         |
| 1.               | 2011-09-18  | WTA Québec | tapijt (i) | Anna Tatishvili | Raquel Kops-Jones Abigail Spears | 1-6, 6-3, [6-10] | details |

## Resultaten grandslamtoernooien
| Legenda | Legenda                          |
| ------- | -------------------------------- |
| g.t.    | geen toernooi gehouden           |
| l.c.    | lagere categorie                 |
| –       | niet deelgenomen                 |
| G       | uitgeschakeld in de groepsfase   |
| 1R      | uitgeschakeld in de eerste ronde |
| 2R      | uitgeschakeld in de tweede ronde |
| 3R      | uitgeschakeld in de derde ronde  |
| 4R      | uitgeschakeld in de vierde ronde |
| KF      | uitgeschakeld in de kwartfinale  |
| HF      | uitgeschakeld in de halve finale |
| F       | de finale verloren               |
| W       | het toernooi gewonnen            |
| w-v     | winst/verlies-balans             |

### Enkelspel
| Toernooi        | 2010 | 2011 | 2012 | 2013 | w-v |
| --------------- | ---- | ---- | ---- | ---- | --- |
| Australian Open | –    | 1R   | 2R   | 3R   | 3-3 |
| Roland Garros   | –    | –    | 1R   | 4R   | 3-2 |
| Wimbledon       | –    | –    | 2R   | 1R   | 1-2 |
| US Open         | 1R   | 1R   | 1R   | 3R   | 2-4 |

### Vrouwendubbelspel
| Toernooi        | 2006 | 2007 | 2008 |    | 2010 | 2011 | w-v |
| --------------- | ---- | ---- | ---- | -- | ---- | ---- | --- |
| Australian Open | –    | –    | –    | –  | –    | 0-0  |     |
| Roland Garros   | –    | –    | –    | –  | –    | 0-0  |     |
| Wimbledon       | –    | –    | –    | –  | –    | 0-0  |     |
| US Open         | 1R   | 1R   | 1R   | 2R | 1R   | 1-5  |     |